# Model girador-condensador

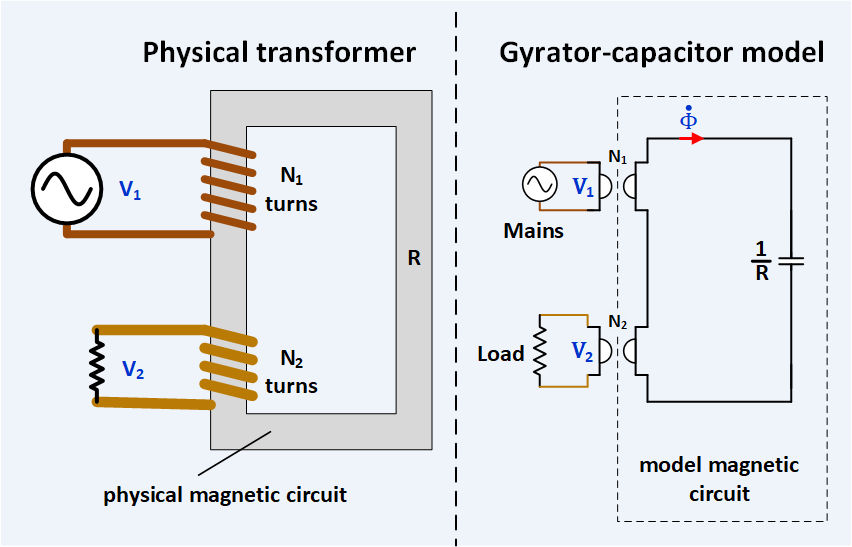
Un transformador simple i el seu model girador-condensador. R és la reticència del circuit magnètic físic.

El model girador-condensador -de vegades també el model de condensador-permeància- és un model d'elements concentrats per a circuits magnètics, que es pot utilitzar en lloc del model més comú de resistència-reluctància. El model fa que els elements de permeància siguin anàlegs a la capacitat elèctrica (vegeu la secció de capacitat magnètica) en lloc de la resistència elèctrica (vegeu la reluctància magnètica). Els bobinatges es representen com a giradors, interfícies entre el circuit elèctric i el model magnètic.

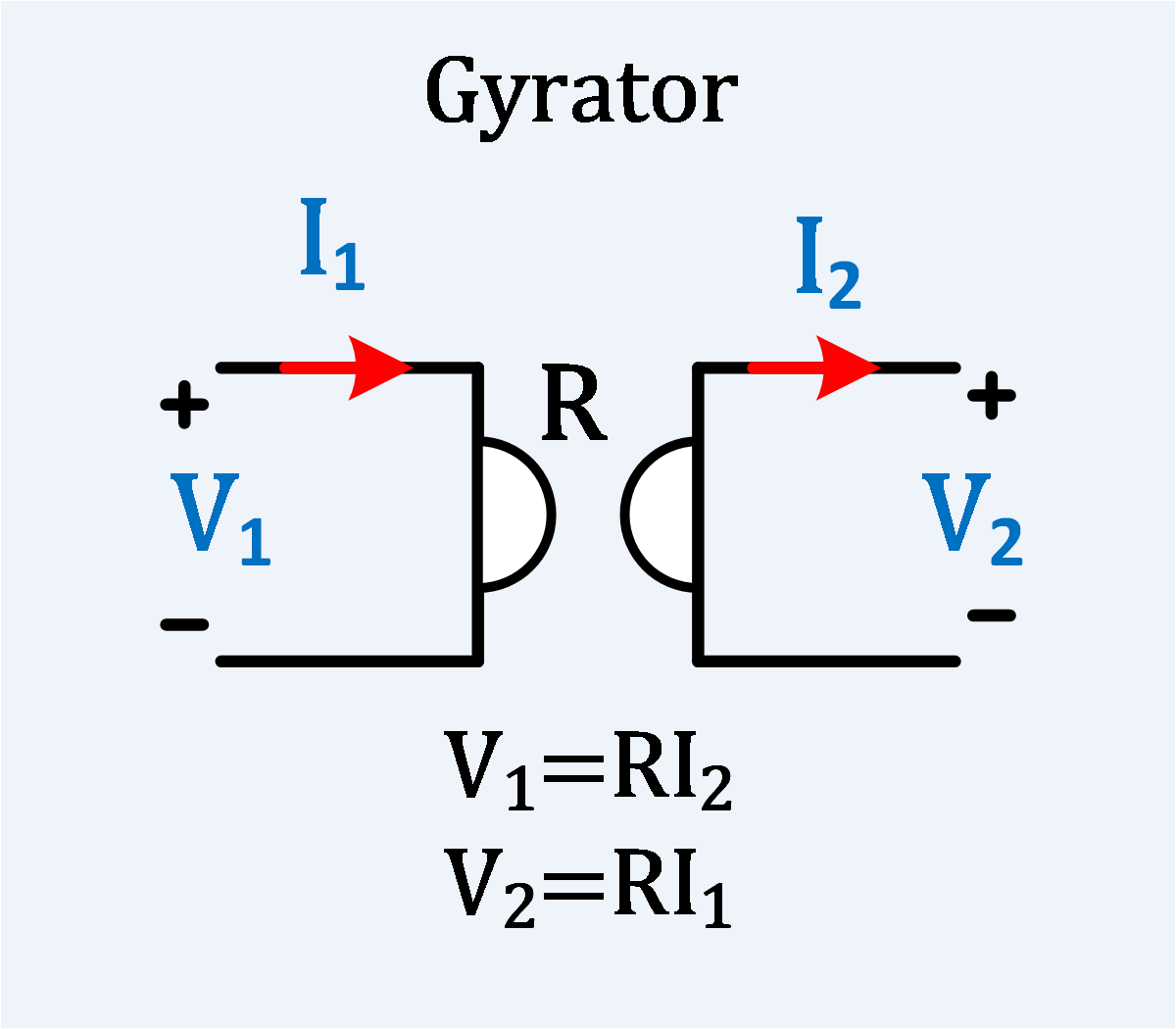
Definició de Gyrator tal com l'utilitza Hamill al document d'aproximació del girador-condensador.

L'avantatge principal del model girador-condensador en comparació amb el model de reluctància magnètica és que el model conserva els valors correctes de flux d'energia, emmagatzematge i dissipació. El model girador-condensador és un exemple d'un grup d'analogies que conserven el flux d'energia a través dels dominis energètics fent anàlegs parells de variables conjugades de potència en els diferents dominis. Omple el mateix paper que l'analogia d'impedància per al domini mecànic.
Els elements elèctrics d'un circuit elèctric associat es poden incorporar al model magnètic per facilitar l'anàlisi. Els elements model del circuit magnètic que representen elements elèctrics solen ser el dual elèctric dels elements elèctrics. Això es deu al fet que els transductors entre els dominis elèctric i magnètic d'aquest model solen estar representats per giradors. Un girador transformarà un element en el seu dual. Per exemple, una inductància magnètica pot representar una capacitat elèctrica.

## Resum d'analogia entre circuits magnètics i circuits elèctrics
La taula següent resumeix l'analogia matemàtica entre la teoria del circuit elèctric i la teoria del circuit magnètic.
| Magnètic                         | Magnètic                                                                                  | Magnètic                       |
| Nom                              | Símbol                                                                                    | Unitats                        |
| -------------------------------- | ----------------------------------------------------------------------------------------- | ------------------------------ |
| Força magnetomotriu (MMF)        | {\displaystyle {\mathcal {F}}=\int \mathbf {H} \cdot d\mathbf {l} }                       | ampers volta                   |
| Camp magnètic                    | H                                                                                         | ampere/ metre = newton / weber |
| Flux magnètic                    | {\displaystyle \Phi }                                                                     | weber                          |
| Taxa de canvi de flux            | {\displaystyle {\dot {\Phi }}}                                                            | weber/segon = volt             |
| Admissió magnètica               | {\displaystyle Y_{M}(\omega )={\frac {{\dot {\Phi }}(\omega )}{{\mathcal {F}}(\omega )}}} | ohm = 1/siemens                |
| Conductància magnètica           | {\displaystyle G_{M}=\operatorname {Re} (Y_{M}(\omega ))}                                 | ohm = 1/siemens                |
| Capacitat magnètica (permeància) | {\displaystyle {\mathcal {P}}={\frac {\operatorname {Im} (Y_{M}(\omega ))}{\omega }}}     | Henry                          |

Un girador és un element de dos ports utilitzat en l'anàlisi de xarxes. El girador és el complement del transformador ; mentre que en un transformador, una tensió en un port es transformarà en una tensió proporcional a l'altre port, en un girador, una tensió en un port es transformarà en un corrent a l'altre port, i viceversa.
El paper que juguen els giradors en el model girador-condensador és com a transductors entre el domini de l'energia elèctrica i el domini de l'energia magnètica. Una fem en el domini elèctric és anàloga a una mmf en el domini magnètic, i un transductor que faci aquesta conversió es representaria com un transformador. Tanmateix, els transductors electromagnètics reals solen comportar-se com a giradors. Un transductor del domini magnètic al domini elèctric obeirà la llei d'inducció de Faraday, és a dir, una velocitat de canvi del flux magnètic (un corrent magnètic en aquesta analogia) produeix una fem proporcional en el domini elèctric. De la mateixa manera, un transductor del domini elèctric al domini magnètic obeirà la llei de circuits d'Ampère, és a dir, un corrent elèctric produirà un mmf.